# Castillos de cartón
Castillos de cartón (2003) es una novela de Almudena Grandes, publicada por la editorial Tusquets. En esta novela la escritora analiza los años de la movida, el Madrid de la primera mitad de los ochenta, a través de la relación amorosa que establecen tres personajes representativos de aquella época. 
La novela se inicia cuando los protagonistas ya son adultos. María José Sánchez trabaja como tasadora de arte en una casa madrileña de subastas. Un día recibe la llamada de un antiguo compañero y amante, Jaime González, anunciándole que su amigo en común, el famoso pintor Molina Schulz, se ha suicidado. Pero esto no es lo importante de la novela, la noticia devuelve a la narradora a su época de estudiante de Bellas Artes, concretamente 1984 - 1985, la época de la movida. A través de un triángulo amoroso, Almudena intenta trasmitir el geist o espíritu de aquellos años. Fueron destellos de una felicidad intensa, verdadera, que solo acabaron ensombreciendo los celos de los amantes y la injusta negociación con el talento de los tres aprendices de artista.
Esta novela ha sido publicada en España por la editorial Tusquets y tiene sus derechos de traducción la editorial Ugo Guanda en Italia, JC Lattés en Francia, Weidenfeld & Nicolson- Orion en lengua inglesa, Rowohlt en Alemania y Signatuur en Holanda.

## Crítica literaria
Esta novela presenta la movida más como una imagen que como una realidad, reducida a un consumo juvenil y despreocupado de alcohol, porros y sexo, que duró lo que el interés de estos jóvenes por estos temas. El futuro se presenta como una metáfora de la sociedad española que vivió aquellos años, donde los idealistas se acabarán suicidando y el resto llevarán a cabo una inserción convencional en la sociedad. Entre los críticos que mejor la consideran se sitúan José María Pozuelo Yvancos del ABC y Joaquín Arnáiz de La Razón, que consideran que estamos ante una novela muy trabajada y que trasciende a una mera novela convencional de amor. Otros críticos como Ángel Basatán de El Mundo consideran que con esta novela Almudena ha sido menos ambiciosa que con otras y, por tanto, tiene menor tensión estilista, también crítica el exceso de lugares comunes y de reiteraciones. La propia autora considera que no es una novela sobre la movida, ni tampoco una novela erótica, trata de tres jóvenes que quisieron pegarle un mordisco demasiado grande a la vida.

## Castillos de cartóny el cine
En el año 2009 se estrenó su versión cinematográfica de 101 minutos de duración, con el mismo nombre que la novela, Castillos de cartón, dirigida por Salvador García Ruíz y protagonizada por Nilo Mur (Marcos), Biel Durán (Jaime) y Adriana Ugarte (María José). El guion fue de Enrique Urbizu, la música de Pascal Gaigne y la fotografía de Teo Delgado. La película fue estrenada en la Seminci de Valladolid en el certamen de 2009. Esta sólo contó con 8.771 espectadores y una recaudación de 54.620 euros. Tampoco las críticas fueron buenas: para Jordi Costa de El País la película se mantiene en los márgenes de una corrección más o menos académica; para Salvador Llopart de La Vanguardia es una película llena de situaciones forzadas; para Irene Crespo de Cinemanía estamos ante el intento fallido de querer transmitirnos las emociones de los personajes con secuencias lentas y largas y; por último, para Nando Salvá de El Periódico considera que por culpa de la repetición la película cae en la asepsia y hasta en el tedio.